# Гамис, Луис
Луис Хавьер Гамис Авила (исп. Luis Javier Gamíz Ávila; род. 4 апреля 2000, Тихуана, Нижняя Калифорния) — мексиканский футболист, опорный полузащитник клуба «Дорадос де Синалоа».

## Клубная карьера
Гамис — воспитанник клуба «Тихуана». 26 июля 2018 года в поединке Кубка Мексики против «Хуарес» Луис дебютировал за основной состав. 5 мая 2019 года в матче против «Пуэблы» он дебютировал в мексиканской Примере. Летом 2022 года Гамис перешёл в «Дорадос де Синалоа». 27 июня в матче против «Тепатитлана» он дебютировал в Ассенсо MX.